# Referendo revogatório da Bolívia em 2008
Um referendo revogatório, foi realizado na Bolívia em 10 de agosto de 2008. A votação foi realizada para determinar se Morales, o vice-presidente Álvaro García Linera e oito dos nove prefeitos departamentais deveriam permanecer no cargo. Morales recebeu mais de 67% dos votos e seis dos oito prefeitos foram reeleitos. Os prefeitos do Departamento de Cochabamba e do Departamento de La Paz foram derrotados e tiveram que enfrentar novas eleições.

## Antecedentes
O referendo foi inicialmente sugerido por Morales em dezembro de 2007, mas foi rejeitado pela oposição na época. No entanto, o Senado, controlado pela oposição, retomou a sugestão após sua vitória no referendo sobre a autonomia de Santa Cruz em 4 de maio de 2008, com Morales concordando em realizar a votação.
A eleição de destituição seria considerada bem-sucedida se a porcentagem de votos a favor da destituição excedesse a porcentagem de eleitores que originalmente votaram na pessoa. Para Morales e Linera, seria necessário mais de 53,74% (sua margem na eleição presidencial de 2005). As mesmas regras se aplicam aos governadores, mas suas margens estão entre 48% e 38% no Departamento de La Paz, o que torna sua destituição muito mais fácil de ser realizada. Se a revogação for bem-sucedida, novas eleições serão realizadas. Morales afirmou que, se permanecer no cargo, utilizaria o resultado do referendo como trampolim para mais reformas – por exemplo, definir uma data para o referendo constitucional que concederia mais direitos à população indígena pobre da Bolívia. Se perder, ele disse que voltaria a cultivar coca.
Pesquisas realizadas em maio de 2008 mostraram que Morales derrotaria facilmente o referendo revogatório.
Na sequência dos referendos sobre a autonomia realizados no segundo trimestre de 2008 em Santa Cruz, Beni, Pando e Tarija, Morales promulgou uma lei chamando à convocação de um referendo revogatório de mandatos. Esta lei foi aprovada pela Câmara dos Senadores e a Câmara dos Deputados, controlada pela oposição e governo respectivamente. Os governadores destes quatro estados recusaram-se inicialmente a participar no referendo de destituição, a menos que este respeitasse os novos estatutos de autonomia, que o Tribunal Supremo Eleitoral considera inválidos, e pressionaram para que fossem antecipadas a realização de eleições. No entanto, os governadores acabaram concordando em participar.
O referendo revogatório não se aplicava ao governador do Departamento de Chuquisaca, uma vez que Savina Cuéllar havia sido eleita recentemente, em junho de 2008. Cuéllar foi membro da Assembleia Constituinte Boliviana pelo Movimento ao Socialismo de Morales, mas concorreu ao cargo de governador de Chuquisaca como candidato da oposição Aliança do Comitê Interinstitucional, vencendo com 55% dos votos contra 45% de Wálter Valda, do MAS. A eleição para governador foi realizada após a renúncia do governador anterior, David Sánchez, do MAS, (contra a vontade de seu partido) devido a violentos protestos.
Pouco antes das eleições, as regras foram alteradas, embora a legalidade dessa medida permaneça em dúvida; segundo as novas regras, os governadores serão destituídos do cargo se mais de 50% dos eleitores votarem pela sua destituição, aumentando efetivamente o quórum necessário.

## Resultados
| Cargo                                         | Partido                           | Candidato                                  | Votos contra a revogação | % contra a revogação | % necessário | Resultado           |
| --------------------------------------------- | --------------------------------- | ------------------------------------------ | ------------------------ | -------------------- | ------------ | ------------------- |
| Presidente Vice-presidente                    | Movimento ao Socialismo           | Juan Evo Morales Ayma Álvaro García Linera | 2.103.732                | 67,41%               | 53,7%        | Permaneceu no cargo |
| Prefeito de Beni                              | PODEMOS                           | Ernesto Suárez                             | 64.866                   | 64,25%               | 44,64%       | Permaneceu no cargo |
| Prefeita de Chuquisaca                        | Alianza Comité Interinstitucional | Savina Cuéllar                             | Não votado               | Não votado           | Não votado   | Não votado          |
| Prefeito de Cochabamba                        | Nueva Fuerza Republicana          | Manfred Reyes Villa                        | 195.290                  | 35,19%               | 47,64%       | Revogado            |
| Prefeito de La Paz                            | —                                 | José Luis Paredes                          | 362.214                  | 35,48%               | 37,99%       | Revogado            |
| Prefeito de Oruro                             | —                                 | Alberto Luis Aguilar                       | 84.364                   | 50,86%               | 40,95%       | Permaneceu no cargo |
| Prefeito de Pando                             | PODEMOS                           | Leopoldo Fernández                         | 14.841                   | 56,21%               | 48,03%       | Permaneceu no cargo |
| Prefeito de Potosí                            | —                                 | Mario Virreira                             | 171.629                  | 79,08%               | 40,69%       | Permaneceu no cargo |
| Prefeito de Santa Cruz                        | Autonomia pela Bolívia            | Rubén Costas                               | 451.191                  | 66,43%               | 47,87%       | Permaneceu no cargo |
| Prefeito de Tarija                            | Comitê Cívico                     | Mario Cossío                               | 78.170                   | 58,06%               | 45,65%       | Permaneceu no cargo |
| Fonte: Tribunal Nacional Eleitoral da Bolívia |                                   |                                            |                          |                      |              |                     |